# Sweet Souvenirs of Mireille Mathieu
Albums de Mireille Mathieu
Le merveilleux petit monde de Mireille Mathieu chante Noël
(1968) La Première Étoile
(1969)
Singles
1. Les Bicyclettes de Belsize
Sortie : 1968
2. C'est à Mayerling
Sortie : 1968
3. Mon bel amour d'été
Sortie : 1968

Sweet Souvenirs of Mireille Mathieu est un album de la chanteuse française Mireille Mathieu paru en 1968 sous le label Barclay. Dans cet album se trouvent 4 chansons interprétées en anglais par Mireille et 8 autres chansons chantées par la chanteuse en français.

## Chansons de l'album
| 1.            | Sometimes                                 | Les Reed, Barry Mason                   | 3:02 |
| 2.            | Alors ne tarde pas                        | Julien Bouquet, Paul Mauriat            | 2:40 |
| 3.            | Sweet Souvenirs of Stefan                 | Les Reed, Johnny Worth                  | 3:10 |
| 4.            | Tu m'as donné la vie                      | Bert Kaempfert, Pierre Delanoë          | 2:40 |
| 5.            | C'est à Mayerling, tiré du film Mayerling | Francis Lai, Jacques Plante             | 3:03 |
| 6.            | Meraviglioso                              | Domenico Modugno, Jacques Plante        | 3:00 |
| 7.            | Les Bicyclettes de Belsize                | Les Reed, Hubert Ithier                 | 3:20 |
| 8.            | Now That You Are Gone                     | Les Reed, Barry Mason                   | 2:58 |
| 9.            | Tous les amoureux                         | Christian Gaubert, Pierre-André Dousset | 2:20 |
| 10.           | Une rose au cœur de l'hiver               | Les Reed, Pierre-André Dousset          | 3:02 |
| 11.           | Tous les violons de Vienne                | Francis Lai, Jacques Plante             | 2:30 |
| 12.           | Au revoir Daniel                          | Les Reed, Johnny Worth                  | 3:12 |
| 34 minutes 57 |                                           |                                         |      |